# Khyri Thomas
Khyri Jaquan Thomas (nascido em 8 de maio de 1996) é um jogador de basquete profissional americano que joga no Houston Rockets da NBA (NBA).
Ele jogou basquete universitário no Universidade de Creighton e foi selecionado pelo Philadelphia 76ers com a 38° escolha geral no Draft da NBA de 2018. Ele foi posteriormente negociado com o Detroit Pistons.

## Vida pregressa
Thomas frequentou a Omaha Benson High School Magnet em Omaha, Nebraska. Ele se comprometeu com a Universidade de Creighton para jogar basquete universitário. Antes de estudar em Creighton, ele frequentou a Fork Union Military Academy.

## Carreira na faculdade
Como calouro em Creighton, Thomas jogou em 34 jogos e obteve uma média de 6,2 pontos, 1,4 assistências e 3,7 rebotes em 18.6 minutos.
No segundo ano, ele jogou em 35 jogos e teve uma média de 12,3 pontos, 3,3 assistências e 5,8 rebotes em 31.2 minutos. Nesse ano, ele foi nomeado o Jogador Defensivo do Ano da Big East juntamente com Josh Hart e Mikal Bridges.
Em seu terceiro e último ano, ele jogou em 33 jogos e teve uma média de 15,1 pontos, 2,8 assistências e 4,4 rebotes em 31.7 minutos. Ele novamente foi nomeado o Jogador Defensivo do Ano da Big East.
Em 13 de maio, ele anunciou que entraria no Draft de 2018 da NBA.

## Carreira profissional

### Detroit Pistons (2018 – Presente)
Em 21 de junho de 2018, Thomas foi selecionado pelo Philadelphia 76ers com a 38° escolha geral no Draft de 2018. Ele foi então negociado com o Detroit Pistons em troca de duas futuras escolhas de draft da segunda rodada.
Thomas estreou na NBA em 9 de novembro de 2018 contra o Atlanta Hawks, jogando quatro minutos e fazendo três pontos.
Em sua primeira temporada, ele jogou em 26 jogos e teve uma média de 2.3 pontos em 7.5 minutos.

### Gran Rapids Drive (2018)
Em sua primeira temporada nos Pistons, ele foi cedido várias vezes para o Grand Rapids Drive, afiliado da equipe na D-League. Ele jogou em 10 jogos e teve uma média de 20.3 pontos, 1.9 assistências e 3.0 rebotes em 32.3 minutos.

## Estatísticas

### NBA

#### Temporada regular
| Ano     | Time    | PJ | MPJ | AP   | 3P   | LL   | RT | AS | BR | TO | PPJ |
| ------- | ------- | -- | --- | ---- | ---- | ---- | -- | -- | -- | -- | --- |
| 2018–19 | Detroit | 26 | 7.5 | .319 | .286 | .636 | .8 | .3 | .3 | .2 | 2.3 |

#### Playoffs
| Ano     | Time    | PJ | MPJ | AP   | 3P   | LL    | RT | AS | BR | TO | PPJ |
| ------- | ------- | -- | --- | ---- | ---- | ----- | -- | -- | -- | -- | --- |
| 2018–19 | Detroit | 3  | 5.0 | .500 | .250 | 1.000 | .7 | .0 | .7 | .0 | 4.7 |

### Faculdade
| Ano      | Time      | PJ  | MPJ  | AP   | 3P   | LL   | RT  | AS  | BR  | TO | PPJ  |
| -------- | --------- | --- | ---- | ---- | ---- | ---- | --- | --- | --- | -- | ---- |
| 2015–16  | Creighton | 34  | 18.6 | .471 | .418 | .521 | 3.7 | 1.4 | 1.0 | .1 | 6.2  |
| 2016–17  | Creighton | 35  | 31.2 | .505 | .393 | .766 | 5.8 | 3.3 | 1.5 | .4 | 12.3 |
| 2017–18  | Creighton | 33  | 31.7 | .538 | .411 | .788 | 4.4 | 2.8 | 1.7 | .2 | 15.1 |
| Carreira | Carreira  | 102 | 27.2 | .511 | .406 | .719 | 4.6 | 2.5 | 1.4 | .3 | 11.2 |

Fonte: